# 기원전 58년

## 연호
- 전한(前漢) 신작(神爵) 3년

## 기년
- 전한(前漢) 선제(宣帝) 16년

## 사건
갈리아 전쟁 1년: 율리우스 카이사르, 헬베티족과 게르만족 격파

## 탄생
- 고구려(高句麗)의 초대 태왕(太王) 동명성왕(東明聖王)